# Polski Związek Hokeja na Lodzie
Polski Związek Hokeja na Lodzie (PZHL) (Polnischer Eishockeyverband) ist der nationale Eishockeyverband Polens mit Sitz in Warschau-Śródmieście. Rund 3800 Spieler sind Mitglied im Dachverband, der in sieben Bezirksverbände aufgeteilt ist. Aktueller Präsident ist Mirosław Minkina.

## Geschichte
Anfang der 1920er Jahre gründeten sich in Warschauer Vereinen die ersten gesonderten Abteilungen für den Eishockeysport. Der Verband selbst wurde am 22. Februar 1925 in Warschau gegründet und am 11. Januar 1926 in die Internationale Eishockey-Föderation aufgenommen. Er gehört zu den IIHF-Vollmitgliedern. Vom Verband wurden die Eishockey-Weltmeisterschaften von 1931 in Krynica und 1976 in Kattowitz ausgerichtet. Zu den größten Erfolgen der Herrennationalmannschaft zählen der Gewinn der Silbermedaille bei der Eishockey-Europameisterschaft 1929 in Budapest, ein vierter Platz bei der heimischen WM von 1931 (Zweiter in der Abschlussplatzierung der EM) sowie ein vierter Platz beim ein Jahr später stattfindenden olympischen Eishockeyturnier 1932 in Lake Placid.

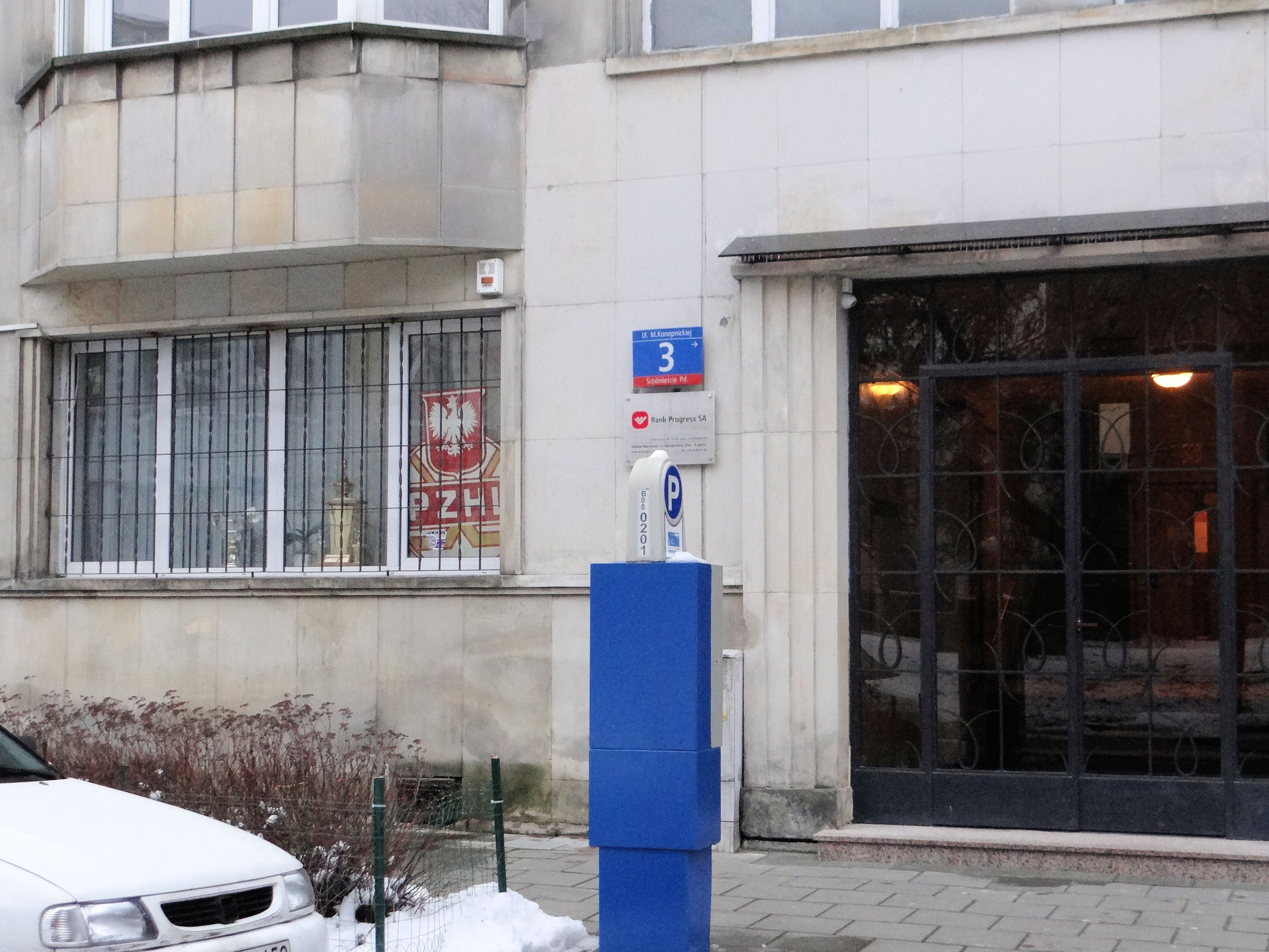
Büro des polnischen Eishockeyverbandes in Warschau

1994 wurde vom PZHL in Sosnowiec das Sportgymnasium Szkoła Mistrzostwa Sportowego Polskiego Związku Hokeja na Lodzie gegründet. Die erste Mannschaft der SMS Sosnowiec nahm an der Ekstraliga sowie der I liga teil.

## Aufgaben
Der Verband kümmert sich überwiegend um die Durchführung der Spiele der polnischen Eishockeynationalmannschaft sowie der Frauennationalmannschaft und der Juniorenmannschaften. Zudem organisiert der Verband den Spielbetrieb auf Vereinsebene, unter anderem in der Polska Hokej Liga.